# Hexadactília

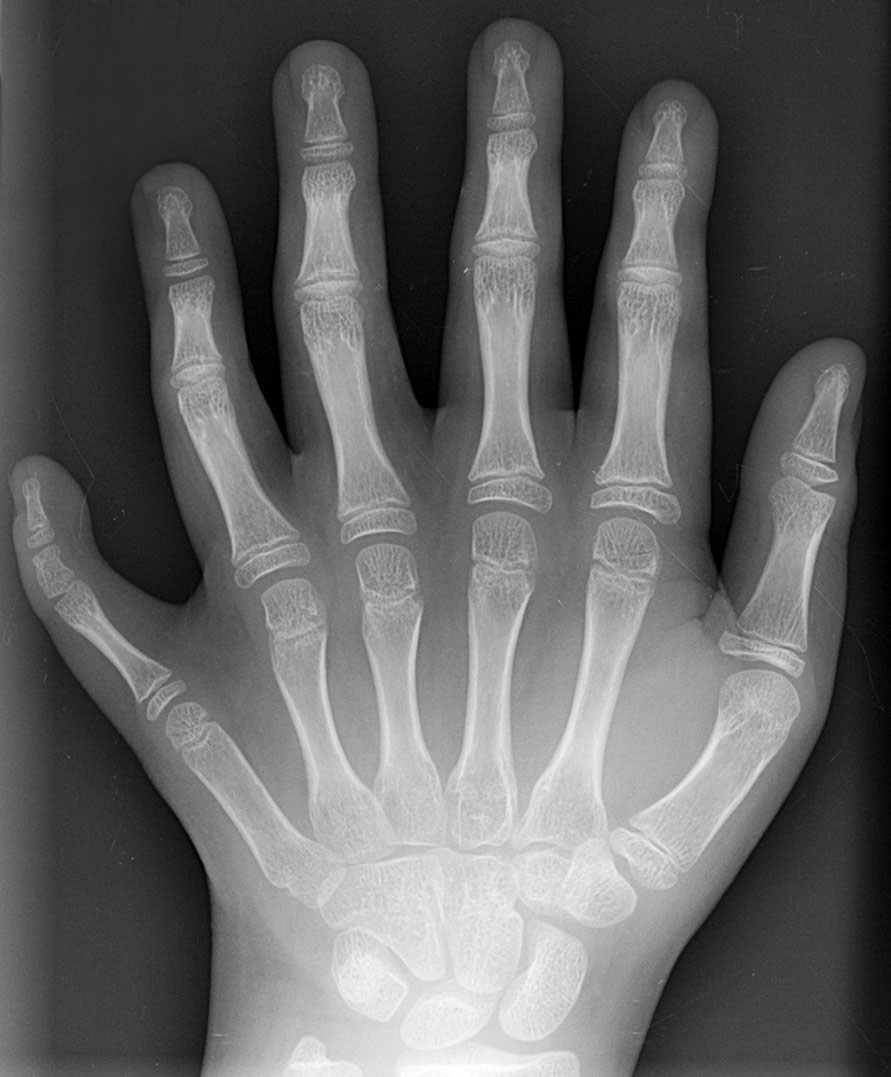
Radiografia mostrant una mà esquerra amb duplicació del raig del mig

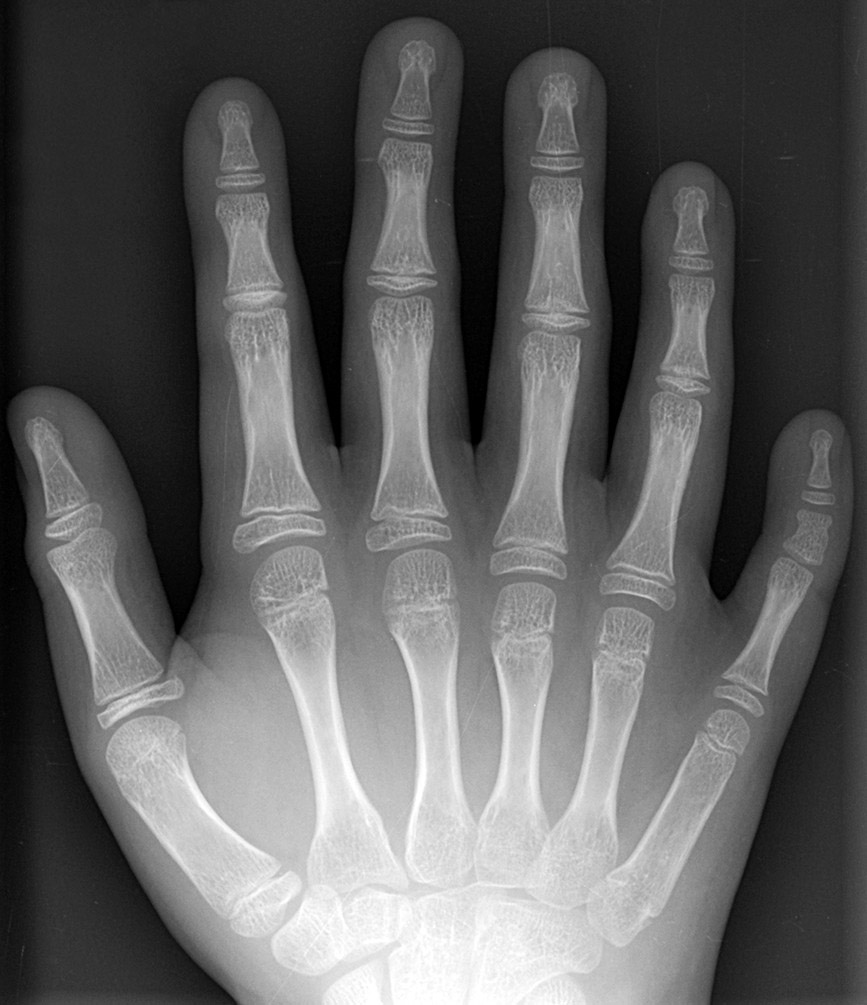
Radiografia mostrant una mà dreta amb duplicació del raig del mig

L'hexadactília és una condició genètica en la qual una persona té sis dits en una o ambdues mans, o en un o tots dos peus. Aquesta és un tret genèticament hereditari; es tracta, de fet, d'un cas de codominància i algunes poblacions presenten una gran proporció de persones amb sis dits.
L'hexadactília no es defineix merament com tenir sis dits per mà o sis dits per peu. Endemés, requereix que cadascun dels sis dits tingui el seu propi raig, ço és, que, vist per raigs X, no s'observin dos dits que estiguin més units que ho estarien els d'una mà normal (a diferència que en la polidactília). Els no especialistes i els mitjans, tanmateix, empren els dos termes indistintament.
Hi ha el rumor que Anna Bolena, esposa del rei Enric VIII d'Anglaterra i mare de la reina Elisabet I d'Anglaterra, tenia sis dits en una mà.
Hom afirma que el gegant bíblic Goliat tenia sis dits a cada mà i a cada peu.